# Domaine d'Arnajon
 (janvier 2019).
Le Domaine d'Arnajon ou Château d'Arnajon, composé d'une bastide datant de 1666-1667 et de son parc l'entourant, est situé sur la commune du Puy-Sainte-Réparade dans le département des Bouches-du-Rhône. 

## Historique
Le Domaine d'Arnajon est classé monument historique depuis 2011, et comprend comme édifices remarquables et protégés (entre autres) : le château, une nymphée avec décors en coquillages, un pigeonnier, une grotte artificielle, des jardins à la française, des bassins et fontaines.
Le site est une propriété privée mais des visites peuvent être faites sur demande à l'Office de Tourisme d'Aix-en-Provence